# Wapen van Wonseradeel

Wapen van de voormalige gemeente Wonseradeel.

Het wapen van Wonseradeel (Fries: Wûnseradiel) is het wapen van de voormalige gemeente Wonseradeel. De gemeente is per 1 januari 2011 opgegaan in de gemeente Súdwest Fryslân. Het oude wapen is officieel aan de gemeente toegekend op 25 maar 1818. Het vertoont een hert afkomstig uit een legende. Het hert zou ooit in het dorp Wons zijn gevangen.
Van vrijwel alle dorpen in de voormalige gemeente zijn dorpswapens bekend en beschreven.

## Blazoen
De officiële beschrijving, of blazoenering, van het wapen van Wonseradeel luidt als volgt: 
Van lazuur beladen met een hert in natuurlijke kleur op een groene grond. Het schild gedekt met een kroon van goud.
Het schild is blauw van kleur met daarop een hert van natuurlijke kleur. De kroon heeft drie bladeren en twee parels.

## Vergelijkbaar wapen

Het wapen van Hindeloopen

Aengwirden
· Baarderadeel
· Barradeel
· Het Bildt
· Bolsward
· Boornsterhem
· Dokkum
· Dongeradeel
· Doniawerstal
· Ferwerderadeel
· Franeker
· Franekeradeel
· Gaasterland
· Gaasterland-Sloten
· Haskerland
· Hemelumer Oldeferd
· Hennaarderadeel
· Hindeloopen
· Idaarderadeel
· IJlst
· Kollumerland en Nieuwkruisland
· Leeuwarderadeel 
· Lemsterland
· Littenseradeel
· Menaldumadeel
· Nijefurd
· Oostdongeradeel
· Rauwerderhem
· Schoterland
· Skarsterlân
· Sloten
· Sneek
· Stavoren
· Utingeradeel
· Westdongeradeel
· Wonseradeel
· Workum
· Wymbritseradeel